# Parc Y Llyn
Das Kammergrab von Parc Y Llyn (auch Parc-Y-Llyn, Carn Tarn oder Ffynnonau genannt) liegt an der Mündung des Afon Anghof in den River Cleddau nördlich vom Weiler Rinaston, bei Haverfordwest in Pembrokeshire in Wales.
Das von einer Feldgrenze durchschnittene Denkmal besteht aus den Resten eines Kammergrabes, das wahrscheinlich aus der Jungsteinzeit stammt (4400 bis 2900 v. Chr.). Es besteht aus einem kleinen Deckstein, der von vier Pfosten getragen wird, die sich auf einem kleinen Cairn, in dem viele große Steine liegen, befinden. Nur das nordwestliche Ende ist erhalten. Die Kammer misst etwa 2,4 × 2,2 m und ist bis zu 0,9 m hoch.
Eine zweite Kammer liegt möglicherweise in der Feldgrenze im Osten.
Parc Y Llyn ist ein Scheduled Monument.